# Bradypterus
Bradypterus é um género de aves da família Locustellidae.

## Espécies
Este género contém 12 espécies:
- Bradypterus sylvaticus Sundevall, 1860
- Bradypterus bangwaensis Delacour, 1943
- Bradypterus barratti Sharpe, 1876
- Bradypterus lopezi (Alexander, 1903)
- Bradypterus cinnamomeus (Rüppell, 1840)
- Bradypterus seebohmi (Sharpe, 1879)
- Bradypterus brunneus (Sharpe, 1877)
- Bradypterus grandis Ogilvie-Grant, 1917
- Bradypterus baboecala (Vieillot, 1817)
- Bradypterus carpalis Chapin, 1916
- Bradypterus graueri Neumann, 1908
- Bradypterus centralis Neumann, 1908